# Helena Turková
Helena Turková (11. února 1900 – 1982) byla česká turkoložka a překladatelka z turečtiny do češtiny.
Po absolutoriu na obchodní akademii pracovala ve 30. letech několik let v Ankaře. Od konce 40. let se pak stala odbornou asistentkou a lektorkou turečtiny na Filosofické fakultě Univerzity Karlovy v Praze.
Jejím celoživotním tématem byl cestovatel Evliya Çelebi a jeho zápisky z cest.